# Izidor Peluzijski
Izidor Peluzijski (oko 360. – 450.) je rođen u Egiptu u uglednoj alexandrijskoj obitelji. Postao je asketa i otišao u planinu u blizini grada Peluzija, prema tradiciji Pustinjskih Otaca.

Izidor nam je postao poznat po svojim pismima, napisanim Ćirilu Aleksandrijskom, Teodoziju II. i nizu drugih. Zbirka od 2.000 pisama napravljena je u antici u konstantinopolskom samostanu koji je pripadao Akoimatima, a do nas je došlo preko brojnih manuskripta gdje je svako pismo označeno rednim brojevima. Pisma su uglavnom vrlo kratki ekstrakti, duljine od jedne do dvije rečenice. Preostala neobjavljena pisma postoje u sirijskom prijevodu. Neka su od velikog značaja za egzegezu grčke Biblije. Obožava se kao svetac, čiji se blagdan slavi 4. veljače.

## Život
Izidor Peluzijski je živio u četvrtom i petom stoljeću. Bio je rodom iz Aleksandrije i rođak Teofila, Aleksandrijskog patrijarha, te je bio jedino dijete kod svojih roditelja koje se obrazovalo. Podučavali su ga crkvenim knjigama, kao i grčkom jeziku u kojem je nadmašio mnoge. Bio je također asketski tip te vrlo ponizan. Kad je saznao da ga je narod Aleksandrije, kao i biskupi, željeli postaviti za patrijarha Aleksandrije, pod okriljem noči je odjurio na Peluziju i postao redovnik u tamošnjem samostanu. Uskoro je postao poznat po svojoj odanosti u poštovanju pravila kao i po svom asketizmu. Odlomak njegove ogromne korespondencije daje razlog za vjerovanje da je bio Abot tj. da je upravljao samostanom.

Slijedeći primjer Sv. Ivana Zlatoustog, kojeg je uspio vidjeti i čuti prilikom putovanja u Konstantinopol, Isidor se prvenstveno posvetio kršćanskom propovijedanju. Ipak, on piše u jednom pismu: "Mnogo je važnije biti vičan u dobrim djelima nego u slatkorječivom propovijedanju". Prijateljstvo s Ivanom Zlatoustim rezultiralo je njegovom podrškom sv. Ivanu u vrijeme kada ga je progonila carica Eudoksia i nadbiskup Teofil.

Na inicijativu Sv. Izidora, u Efezu je održan Treći ekumenski sabor (431.), na kojemu je osuđena lažna poduka Nestorija o osobi Isusa Krista.
Sveti Izidor Peluzijski je umro oko 450. godine, a njegov blagdan se slavi 4. veljače.

## Pisma
Jedina postojeća djela sv. Izidora su znatna korespondencija, koja sadrži više od 2000 pisama. Povjesničar Nicephorus Gregoras tvrdi da je sv. Izidor napisao više od 10.000 pisama raznim ljudima, u kojima je opominjao jednog, savjetovao drugoga, tješio trećega, uputio četvrtog.

Ova pisma sv. Izidora mogu se podijeliti u tri grupe a sve prema temama koje obrađuju: onima koji se bave dogmom i Svetim pismom, onima koje se bave crkvenom i redovničkom disciplinom, te onima s praktičnim moralom za vođenje laika koji su pripadali svim staležima i prilikama. Njegovo pismo izvjesnom Tubi pokazalo je da se smatra neodgovarajućim da vojnik nosi mač u gradu u vrijeme mira i da se javno pojavljuje s oružjem u vojnoj odori.

Njegov savjet u pogledu onih koji su prihvatili redovnički život je bio da u početku ne bi trebali primjenjivati puni asketizam i strogo se držati pravila jer bi ih to moglo obeshrabriti, ali ne bi trebali ni mirovati i izuzeti se od običnih zadaća da ne bi stekli navike lijenosti, nego bi trebali ići korak po korak do onoga što je najbolje. Velike apstinencije ne služe svrsi, osim ako ih ne prati ubojstvo čulnih grijeha mortifikacija). Redovnički habit bi trebao biti, ako je moguće, od kože, a njegova hrana se sastojati od bilja, osim ako tjelesna slabost ne zahtijeva nešto više.

Prije nestorijskih kontroverzi sv. Izidor Peluzijanski, mentor sv. Ćirilu iz Aleksandrije i drugim biskupima, upozorio je Ćirila u pismu da bi trebao "zaustaviti ove sporne argumente;  uzdrži se od uplitanja živuće Crkve u svoje privatne osvete koja je izašla iz okvira obveze prema mrtvima". Izidor je ovo napisao zbog Ćirilovog odbijanja da vrati ime Ivana Zlatoustog u diptihe aleksandrijske crkve nakon što je isto bilo maknuto nakon Ivanovog uklanjanja na Sinodi od hrasta 403. godine, s čime se kasnije i Ćiril složio da ga treba vratiti.

Pisma se mogu naći u 78. tomu Patrologije Graeca, zbirke grčkih spisa kršćanskih pisaca i teologa koji se odnose na izvorni grčki tekst i latinski prijevod. Pierre Evieux uredio je drugu polovicu zbirke, gdje je bio najozbiljniji nered a također je izradio tabelu koja je referirala između izvorne numeracije i one u Patrologiji Graeca. Ostala pisma nisu nikada primila nekakav kritički uvid ili da su prevedena na bilo koji suvremeni jezik.

## Vanjske poveznice
- Coptic Encyclopedia entry for Isidorus of Pelusium
- A few letters in English translation